# Ирментруда Орлеанская
Ирментруда Орлеанская (Эрминтруда; лат. Hirmintrudis, фр. Ermentrude d'Orléans; 27 сентября 830 — 6 октября 869, аббатство Хаснон, Валансьен, Франция) — королева Западно-Франкского королевства в 842—869 годах, первая жена Карла II Лысого. Дочь графа Орлеана Эда и Ингельтруды де Фезансак, дочери графа Парижского Лето I.

## Биография
13 декабря 842 года Ирментруда сочеталась браком с королём Западно-Франкского королевства Карлом II Лысым в Шуази-сюр-Уаз (между Нуайоном и Шони в Пикардии). 25 августа 866 года она была увенчана короной в Суассоне в базилике святого Медарда.
Её муж Карл II Лысый ещё при жизни Ирментруды сожительствовал с Ришильдой Провансской, сестрой короля Прованса Бозона Вьеннского. Ирментруда ушла от Карла в 867 году, но не отвергнутая, просто удалилась в аббатство Хаснон, что в Валансьене, где она и умерла 6 октября 869 года. Вскоре после её смерти, 12 октября 869 года, король Карл II Лысый сочетался с Ришильдой Провансской браком, который был подтверждён в Ахене 22 января 870 года.
У Ирментруды было четыре сына, но только старший, Людовик II Заика, после смерти отца Карла II Лысого достиг трона в 877 году. Карл III Дитя, король Аквитании c 855 года, умер 29 сентября 866 года. Лотарь Хромой, аббат нескольких аббатств, умер в конце 865 года. Карломан восстал против своего отца, за что был ослеплён в 873 году по его приказу, и умер от нанесённых ран в 876 году.

### Брак и дети
- муж: с 13 декабря 842 года — Карл II Лысый (13 июня 823 — 6 октября 877), младший сын Людовика I Благочестивого от его второй жены Юдифи Баварской. В браке родились 9 детей:
  - Юдифь (844—870): 1-й брак (с октября 856 года) — король Этельвульф Кентский (умер в 858 году); 2-й брак (с 858 года) — король Этельбальд Уэссекский (умер в 860 году); 3-й брак (862—863) — граф Балдуин I Фландрский (умер в 879 году).
  - Людовик II Заика (846—879) — король Франции с 877 года.
  - Карл III Дитя (847/848 — 866) — король Аквитании c 855 года.
  - Лотарь Хромой (около 850 — 14 декабря 865) — пострижен в 861 году, позднее аббат монастыря Св. Германа в Осере.
  - Карломан (умер в 876/877) — пострижен в 854 году, в 860—870 годах — аббат монастыря Св. Медарда в Суассоне, ослеплён в 873 году, с 874 года — аббат монастыря Эхтернах.
  - Ротруда (852 — не позднее 3 февраля 912) — не ранее 889 года — аббатиса монастыря Андело.
  - Эрментруда (854 — 11 июля 877) — аббатиса монастыря Хаснон в Валансьене.
  - Хильдегарда (родилась в 856 году; умерла ребёнком)
  - Гизела (857—874)